# شهرستان کلی (تگزاس)
شهرستان کلی، تگزاس (به انگلیسی: Clay County, Texas) یک سکونتگاه مسکونی در ایالات متحده آمریکا است که در تگزاس واقع شده‌است.

## خصوصیات
شهرستان کلی ۲٬۸۹۳٫۰۳ کیلومترمربع مساحت دارد.